# Бруно Пецей
Бруно Пецей (на немски: Bruno Pezzey) (3 февруари 1955, Лаутерах, Австрия – 31 декември 1994, Инсбрук, Австрия) е австрийски футболен национал.
Той е 4 пъти шампион на Австрия, като също така има успехи и с германските „Айнтрахт“, Франкфурт на Майн и „Вердер“, Бремен. През 1980 година печели Купата на УЕФА с „Айнтрахт“, Франкфурт. Нарежда се сред най-добрите защитници в историята на австрийския футбол.
По време на любителска игра на хокей на лед получава сърдечен пристъп и 2 часа по-късно почива в болницата на Инсбрукския университет на 31 декември 1994 г.